# Cosmoconus certus
Cosmoconus certus är en stekelart som beskrevs av Dmitriy R. Kasparyan 1999. Cosmoconus certus ingår i släktet Cosmoconus och familjen brokparasitsteklar. Inga underarter finns listade i Catalogue of Life.